# 201 Penelope
För andra betydelser, se Penelope (olika betydelser).
201 Penelope eller A869 GA är en asteroid i huvudbältet som upptäcktes den 7 augusti 1879 i Pula av den österrikiske astronomen Johann Palisa, som upptäckte närmare trettio asteroider, småplaneter och kometer. Asteroiden namngavs efter Penelope, frun till Odysseus i Homeros Odysséen.
Baserat på asteroidens spektra så har den har klassificerats som en asteroid av M-typ, vilket visar att den kan ha en metallisk sammansättning. Det är möjligt att asteroiden är resten av en större asteroids kärna. Mätningar har också visat en möjlig förekomst av pyroxener med låga halter av järn och kalcium.